# Анджей Бобковський
Анджей Бобковський (пол. Andrzej Bobkowski, *27 жовтня 1913 року, Вінер-Нойштадт, (Австрія) — †26 червня 1961 року, Гватемала) — польський письменник. Відомий як прозаїк та есеїст.

## Біографія
Народився 27 жовтня 1913 року в Вінер-Нойштадті (Австрія). Закінчив гімназію в Кракові. У 1933—1936 роках навчався у Вищій торговій школі (Варшава). У Березні 1939 року виїхав до Франції. Всю війну провів переважно в Парижі, працюючи на різних роботах. Сприяв створенню в Парижі бюро допомоги польським робітникам у Франції. Після війни працював у різних громадських організаціях, наприклад, з Young Men's Christian Associacion (разом з Анджеєм Хцюком редагував видання польського осередку YMCA "Razem"). У червні 1948 року виїхав з Європи до Латинської Америки. Проживав у Гватемалі, де працював у майстерні авіамоделювання. Очолював авіамодельний клуб. Після війни жодного разу не був у Польщі. 26 червня 1961 року помер від раку. Похований в Гватемалі.
Щоденник Бобковського вперше був виданий у 1957 році в Парижі в Бібліотеці журналу Єжи Ґедройця Kultura.

## Твори
- 1957 — «Szkice piórkiem (Francja 1940—1944)»
- 1970 — «Coco de Oro. Szkice i opowiadania»
- 1994 — «Opowiadania i szkice»
- 1997 — «Jerzy Giedroyć Andrzej Bobkowski Listy 1946—1961»
- 1997 — «Spadek»
- 2002 — «Potłuczona mozaika. Andrzeja Bobkowskiego myśli o epoce»
- 2003 — «Przysiągłem sobie, że jeśli umrę, to nie w tłumie: Korespondencja z Anielą Mieczysławską 1951—1961»
- 2006 — «Listy do Tymona Terleckiego»
- 2006 — «Z dziennika podróży»
- 2007 — «Zmierzch»
- 2008 — «Punkt równowagi»
- 2008 — «Listy z Gwatemali do matki»
- 2009 — «Ikkos i Sotion oraz inne szkice»
- 2009 — «Tobie zapisuję Europę: Listy do Jarosława Iwaszkiewicza»

## Українські переклади
Головний твір Бобковського Szkice piórkiem вийшов друком в українському перекладі під назвою «Війна і спокій».
- Анджей Бобковський, Війна і спокій, Французький щоденник 1940—1944. пер. з польської Олеся Герасима. — Київ: Критика, 2007. — 631 с.